# الجمعية العليا (أوزبكستان)
الجمعية العليا (بالإنجليزية: Oliy Majlis)‏ هي السلطة التشريعية في أوزبكستان، وتتكون من 150 مقعداً، تتكون من المجلس الأعلى مجلس شيوخ أوزبكستان
الذي يضم  100 مقعداً، والمجلس الأدنى  مجلس أوزبكستان التشريعي الذي يضم  150 مقعداً.